# Gustavo Nery
Gustavo Nery de Sá da Silva (Nova Friburgo, 22 de julho de 1977) é um ex-futebolista brasileiro que atuava como lateral-esquerdo.

## Carreira

### Início
Revelado nas categorias de base do Santos em 1995, deixou o clube paulista em 1996, rumo ao Ceará. Um ano depois, em julho de 1997, foi contratado pelo Coritiba. No entanto, não se adaptar às equipes, retornou ao Santos em 1998, permanecendo no Peixe até janeiro de 2000, quando transferiu-se para o Guarani.

### São Paulo
Seu bom rendimento no Bugre chamou a atenção do São Paulo, que o contratou em julho de 2000.
No ano de 2001, Gustavo Nery foi chamado pelo treinador Nelsinho Baptista de "laranja podre" do elenco são-paulino, juntamente com o zagueiro Rogério Pinheiro e ao meio-campista Carlos Miguel, em um episódio onde os três foram afastados na ocasião pelo técnico por deficiência técnica. No entanto, Nery deu a volta por cima no próprio São Paulo, e seus bons desempenhos na Copa Libertadores da América e no Campeonato Brasileiro de 2004 o credenciaram a disputar e conquistar a Copa América de 2004 com a Seleção Brasileira.

### Werder Bremen
Foi convocado diversas vezes para amistosos da Seleção Brasileira e partidas das eliminatórias para a Copa do Mundo FIFA de 2006, chamando a atenção do Werder Bremen e sendo contratado pelo clube alemão em fevereiro de 2004. No entanto, Gustavo sofreu com seguidas lesões em sua passagem pelo Werder, tendo apenas três oportunidades de disputar uma partida.

### Corinthians
Em 2005 foi contratado pelo Corinthians, na qual cometeu uma gafe ao chamar o clube de Corinthians Futebol Clube na coletiva de imprensa referente à sua apresentação. Ele fez sua estreia no dia 9 de março, na derrota de 3 a 0 contra o Cianorte, pela Copa do Brasil. Em abril, o jogador for contratado em definitivo pelo alvinegro, por meio da parceria do clube com a MSI.
Atuando muito bem pela lateral esquerda, ajudou o Corinthians a conquistar o título do Campeonato Brasileiro de 2005.
Além disso, chegou a ser reconhecido pela CBF como o melhor lateral-esquerdo do país no ano de 2005, sendo assim um dos jogadores da Seleção do Brasileirão, mas acabou não jogando pois o jogo seria contra o Corinthians, time no qual ele foi campeão.
Em 2006, porém, Gustavo não repetiu as boas atuações pelo clube paulista e acabou ficando com a fama de jogador chinelinho, pois sempre estava ausente dos jogos do Timão, e como consequência não foi convocado para a Copa do Mundo FIFA, perdendo a vaga para Gilberto, do Hertha Berlim.

### Zaragoza e retorno ao Corinthians
Em 2007 se transferiu para o Zaragoza, da Espanha, onde não apareceu muito nem mostrou bom futebol; assim acabou voltando para o Corinthians. Fez parte da equipe que foi rebaixada para Série B do Brasileiro, além de se envolver em mais uma vez em polêmica com Nelsinho Baptista, seu ex-treinador nos tempos de São Paulo.

### Fluminense e Internacional
No início de 2008 assinou um contrato de dois anos com o Fluminense, onde jogaria a Libertadores pelo clube carioca. Porém, com um futebol que não agradou à torcida tricolor e sem muitas oportunidades por ter perdido o posto de titular para Júnior César, o jogador rescindiu contrato com o clube em abril de 2008. Em julho do mesmo ano, foi contratado pelo Internacional. Durante sua apresentação, o lateral confundiu o nome do clube com o de seu maior rival, o Grêmio. No colorado, Nery também não teve bons jogos, porém ficou marcado por ter dado uma assistência para o gol de Nilmar que decretou o título da Copa Sul-Americana. Gustavo ficou no time gaúcho até 2009.

### Santo André
Em abril de 2009 foi contratado pelo Santo André, estreando pela equipe no empate contra o Botafogo, válido pela primeira rodada do Campeonato Brasileiro de 2009. Em sua quinta partida pelo clube, sofreu uma séria lesão devido a uma entrada do goleiro Fábio Costa, mas voltou rápido aos treinamentos. Em 2010 foi afastado da equipe principal, mas cumpriu seu contrato até o final, que seria em junho do mesmo ano.

### São Bernardo e aposentadoria
Após sua saída do Santo André, não conseguiu se inscrever a tempo para nenhuma competição oficial e então acabou disputando campeonatos amadores da cidade de Diadema para manter sua forma física. Em 2012 foi contratado pelo São Bernardo para a disputa da Copa Paulista daquele ano. O jogador se aposentou no final da temporada, e atualmente possui uma empresa de blindagem de carros.

## Seleção Nacional
Apesar de ter sido campeão da Copa América de 2004, pela Seleção Brasileira, Gustavo Nery admitiu que não sabe a razão de ter ficado de fora da Copa do Mundo FIFA de 2006. O ex-lateral atribui sua ausência a uma contusão ocorrida antes da competição.

## Títulos
Santos
- Copa Conmebol: 1998

São Paulo
- Torneio Rio-São Paulo: 2001
- Supercampeonato Paulista: 2002

Corinthians
- Campeonato Brasileiro: 2005

Internacional
- Copa Sul-Americana: 2008

Seleção Brasileira
- Copa América: 2004

### Prêmios individuais
- Prêmio Craque do Brasileirão: 2005